# Māris Štrombergs
Māris Štrombergs (ur. 10 marca 1987 w Valmiera) – łotewski kolarz startujący w konkurencji BMX, dwukrotny mistrz olimpijski, czterokrotny medalista mistrzostw świata oraz mistrz Europy.

## Kariera
Pierwsze sukcesy w karierze osiągnął w 2008 roku, kiedy zdobył dwa medale na międzynarodowych imprezach. Najpierw zwyciężył podczas igrzysk olimpijskich w Pekinie, wyprzedzając dwóch reprezentantów USA Mike’a Daya oraz Donny'ego Robinsona. Kilka tygodni później okazał się najlepszy również na mistrzostwach świata w Taiyuan, gdzie bezpośrednio wyprzedził Amerykanina Stevena Cisara oraz Sifiso Nhlapo z Republiki Południowej Afryki. W tym samym roku zdobył również tytuł mistrza Europy. Na rozgrywanych cztery lata później igrzyskach olimpijskich w Londynie ponownie był pierwszy, tym razem przed Australijczykiem Samem Willoughbym i Kolumbijczykiem Carlosem Oquendo. W międzyczasie zdobył jeszcze dwa medale: złoty na mistrzostwach świata w Pietermaritzburgu (2010) oraz srebrny podczas mistrzostw w Kopenhadze (2011).
Na koniec 2012 roku wybrany został najlepszym sportowcem na Łotwie.